# Lijst van gemeenten van Chiapas
De Mexicaanse deelstaat Chiapas bestaat uit 124 gemeenten.
| INEGI | Gemeente                   | Inwoners | Oppervlakte | Hoofdplaats                | Inwoners |
| ----- | -------------------------- | -------- | ----------- | -------------------------- | -------- |
| 001   | Acacoyagua                 | 17.994   | 248,0 km²   | Acacoyagua                 | 8.092    |
| 002   | Acala                      | 21.187   | 304,6 km²   | Acala                      | 15.001   |
| 003   | Acapetahua                 | 26.899   | 559,8 km²   | Acapetahua                 | -        |
| 004   | Altamirano                 | 36.160   | 955,1 km²   | Altamirano                 | 10.618   |
| 005   | Amatán                     | 24.512   | 315,9 km²   | Amatán                     | 4.327    |
| 006   | Amatenango de la Frontera  | 31.735   | 253,6 km²   | Amatenango de la Frontera  | 1.502    |
| 007   | Amatenango del Valle       | 11.283   | 152,1 km²   | Amatenango del Valle       | 5.920    |
| 008   | Angel Albino Corzo         | 31.947   | 580,9 km²   | Jaltenango de la Paz       | 11.875   |
| 009   | Arriaga                    | 41.135   | 807,8 km²   | Arriaga                    | 41.135   |
| 010   | Bejucal de Ocampo          | 7.365    | 78,7 km²    | Bejucal de Ocampo          | 294      |
| 011   | Bella Vista                | 20.157   | 213,7 km²   | Bella Vista                | 1.996    |
| 012   | Berriozábal                | 64.632   | 352,0 km²   | Berriozábal                | 36.084   |
| 013   | Bochil                     | 37.263   | 365,2 km²   | Bochil                     | 37.263   |
| 014   | El Bosque                  | 24.273   | 159,2 km²   | El Bosque                  | 5.833    |
| 015   | Cacahoatán                 | 50.112   | 174,2 km²   | Cacahoatán                 | 19.108   |
| 016   | Catazajá                   | 17.619   | 629,7 km²   | Catazajá                   | 3.344    |
| 017   | Cintalapa                  | 88.106   | 2.440,4 km² | Cintalapa de Figueroa      | 49.201   |
| 018   | Coapilla                   | 9.900    | 155,0 km²   | Coapilla                   | 3.770    |
| 019   | Comitán de Domínguez       | 166.178  | 977,8 km²   | Comitán de Domínguez       | 113.479  |
| 020   | La Concordia               | 49.920   | 2.571,8 km² | La Concordia               | 8.389    |
| 021   | Copainalá                  | 22.192   | 346,4 km²   | Copainalá                  | 6.550    |
| 022   | Chalchihuitán              | 21.915   | 185,3 km²   | Chalchihuitán              | 1.054    |
| 023   | Chamula                    | 101.967  | 344,6 km²   | Chamula                    | 4.727    |
| 024   | Chanal                     | 13.678   | 406,7 km²   | Chanal                     | 9.533    |
| 025   | Chapultenango              | 7.472    | 181,4 km²   | Chapultenango              | 3.498    |
| 026   | Chenalhó                   | 47.371   | 251,3 km²   | Chenalhó                   | 4.369    |
| 027   | Chiapa de Corzo            | 112.075  | 789,0 km²   | Chiapa de Corzo            | 55.931   |
| 028   | Chiapilla                  | 6.156    | 51,4 km²    | Chiapilla                  | 4.329    |
| 029   | Chicoasén                  | 5.402    | 115,3 km²   | Chicoasén                  | 3.947    |
| 030   | Chicomuselo                | 36.785   | 996,0 km²   | Chicomuselo                | 7.083    |
| 031   | Chilón                     | 137.262  | 1.674,5 km² | Chilón                     | 8.982    |
| 032   | Escuintla                  | 30.896   | 416,9 km²   | Escuintla                  | 30.896   |
| 033   | Francisco León             | 7.245    | 210,1 km²   | Rivera el Viejo Carmen     | -        |
| 034   | Frontera Comalapa          | 80.897   | 764,5 km²   | Frontera Comalapa          | 21.727   |
| 035   | Frontera Hidalgo           | 14.556   | 94,0 km²    | Frontera Hidalgo           | 3.519    |
| 036   | La Grandeza                | 7.701    | 48,7 km²    | La Grandeza                | 1.502    |
| 037   | Huehuetán                  | 36.333   | 303,2 km²   | Huehuetán                  | 7.755    |
| 038   | Huixtán                    | 22.975   | 310,8 km²   | Huixtán                    | 1.901    |
| 039   | Huitiupán                  | 27.893   | 339,1 km²   | Huitiupán                  | 3.508    |
| 040   | Huixtla                    | 53.242   | 396,1 km²   | Huixtla                    | 32.109   |
| 041   | La Independencia           | 46.409   | 514,2 km²   | La Independencia           | 3.620    |
| 042   | Ixhuatán                   | 11.377   | 94,4 km²    | Ixhuatán                   | 3.674    |
| 043   | Ixtacomitán                | 10.961   | 125,3 km²   | Ixtacomitán                | 5.309    |
| 044   | Ixtapa                     | 28.999   | 279,1 km²   | Ixtapa                     | 6.481    |
| 045   | Ixtapangajoya              | 6.284    | 107,2 km²   | Ixtapangajoya              | 1.635    |
| 046   | Jiquipilas                 | 41.063   | 1.301,3 km² | Jiquipilas                 | 11.596   |
| 047   | Jitotol                    | 24.966   | 235,3 km²   | Jitotol                    | 5.580    |
| 048   | Juárez                     | 21.807   | 742,8 km²   | Juárez                     | 7.809    |
| 049   | Larráinzar                 | 31.259   | 148,8 km²   | San Andrés Larráinzar      | 2.364    |
| 050   | La Libertad                | 5.232    | 456,6 km²   | La Libertad                | 2.216    |
| 051   | Mapastepec                 | 46.130   | 1.219,6 km² | Mapastepec                 | -        |
| 052   | Las Margaritas             | 141.027  | 3.015,4 km² | Las Margaritas             | 42.786   |
| 053   | Mazapa de Madero           | 7.901    | 110,3 km²   | Mazapa de Madero           | 1.631    |
| 054   | Mazatán                    | 28.250   | 382,6 km²   | Mazatán                    | 7.774    |
| 055   | Metapa                     | 5.876    | 22,8 km²    | Metapa de Domínguez        | 2.610    |
| 056   | Mitontic                   | 13.755   | 36,5 km²    | Mitontic                   | 1.275    |
| 057   | Motozintla                 | 76.398   | 584,3 km²   | Motozintla de Mendoza      | 27.815   |
| 058   | Nicolás Ruíz               | 4.765    | 29,5 km²    | Nicolás Ruíz               | 4.317    |
| 059   | Ocosingo                   | 234.661  | 9.580,2 km² | Ocosingo                   | 47.688   |
| 060   | Ocotepec                   | 14.088   | 61,1 km²    | Ocotepec                   | 5.330    |
| 061   | Ocozocoautla de Espinosa   | 97.397   | 2.083,9 km² | Ocozocoautla de Espinosa   | 43.247   |
| 062   | Ostuacán                   | 18.469   | 598,0 km²   | Ostuacán                   | 3.141    |
| 063   | Osumacinta                 | 3.983    | 92,3 km²    | Osumacinta                 | 1.989    |
| 064   | Oxchuc                     | 54.932   | 416,5 km²   | Oxchuc                     | 6.675    |
| 065   | Palenque                   | 132.265  | 2.888,0 km² | Palenque                   | 51.797   |
| 066   | Pantelhó                   | 26.391   | 192,5 km²   | Pantelhó                   | 8.629    |
| 067   | Pantepec                   | 12.266   | 105,7 km²   | Pantepec                   | -        |
| 068   | Pichucalco                 | 31.919   | 593,1 km²   | Pichucalco                 | 29.990   |
| 069   | Pijijiapan                 | 51.193   | 1.756,6 km² | Pijijiapan                 | 16.917   |
| 070   | El Porvenir                | 12.263   | 82,7 km²    | El Porvenir                | 1.775    |
| 071   | Villa Comaltitlán          | 30.297   | 445,5 km²   | Villa Comaltitlán          | 8.222    |
| 072   | Pueblo Nuevo Solistahuacán | 29.636   | 177,7 km²   | Pueblo Nuevo Solistahuacán | 12.805   |
| 073   | Rayón                      | 10.866   | 64,9 km²    | Rayón                      | 6.860    |
| 074   | Reforma                    | 44.829   | 434,9 km²   | Reforma                    | 29.018   |
| 075   | Las Rosas                  | 28.829   | 234,8 km²   | Las Rosas                  | 28.829   |
| 076   | Sabanilla                  | 29.889   | 250,0 km²   | Sabanilla                  | 3.360    |
| 077   | Salto de Agua              | 64.251   | 1.233,3 km² | Salto de Agua              | 6.181    |
| 078   | San Cristóbal de las Casas | 215.874  | 394,2 km²   | San Cristóbal de las Casas | 215.874  |
| 079   | San Fernando               | 41.793   | 359,5 km²   | San Fernando               | 11.867   |
| 080   | Siltepec                   | 25.937   | 384,5 km²   | Siltepec                   | 3.645    |
| 081   | Simojovel                  | 52.935   | 313,9 km²   | Simojovel de Allende       | 14.618   |
| 082   | Sitalá                     | 15.518   | 105,4 km²   | Sitalá                     | 2.091    |
| 083   | Socoltenango               | 19.092   | 632,7 km²   | Socoltenango               | 5.244    |
| 084   | Solosuchiapa               | 8.561    | 156,3 km²   | Solosuchiapa               | 2.243    |
| 085   | Soyaló                     | 10.890   | 96,1 km²    | Soyaló                     | 4.486    |
| 086   | Suchiapa                   | 25.627   | 283,9 km²   | Suchiapa                   | 19.571   |
| 087   | Suchiate                   | 41.672   | 236,1 km²   | Ciudad Hidalgo             | 17.485   |
| 088   | Sunuapa                    | 2.308    | 78,3 km²    | Sunuapa                    | -        |
| 089   | Tapachula                  | 353.706  | 980,1 km²   | Tapachula                  | 217.550  |
| 090   | Tapalapa                   | 4.547    | 66,1 km²    | Tapalapa                   | 2.272    |
| 091   | Tapilula                   | 13.592   | 37,4 km²    | Tapilula                   | 8.421    |
| 092   | Tecpatán                   | 21.426   | 521,7 km²   | Tecpatán                   | 4.530    |
| 093   | Tenejapa                   | 48.162   | 192,5 km²   | Tenejapa                   | 2.611    |
| 094   | Teopisca                   | 49.499   | 283,5 km²   | Teopisca                   | 16.240   |
| 095   | geen                       | geen     | geen        | geen                       | geen     |
| 096   | Tila                       | 83.505   | 801,3 km²   | Tila                       | 9.609    |
| 097   | Tonalá                     | 91.913   | 1.852.5 km² | Tonalá                     | 91.913   |
| 098   | Totolapa                   | 7.211    | 168,5 km²   | Totolapa                   | 1.901    |
| 099   | La Trinitaria              | 83.111   | 1.602,9 km² | La Trinitaria              | 11.055   |
| 100   | Tumbalá                    | 38.025   | 402,2 km²   | Tumbalá                    | 3.996    |
| 101   | Tuxtla Gutiérrez           | 604.147  | 334,9 km²   | Tuxtla Gutiérrez           | 578.830  |
| 102   | Tuxtla Chico               | 41.024   | 165,8 km²   | Tuxtla Chico               | 41.024   |
| 103   | Tuzantán                   | 30.302   | 174,2 km²   | Tuzantán                   | 3.536    |
| 104   | Tzimol                     | 16.560   | 358,2 km²   | Tzimol                     | 6.441    |
| 105   | Unión Juárez               | 16.008   | 62,0 km²    | Unión Juárez               | 2.987    |
| 106   | Venustiano Carranza        | 67.292   | 1.360,0 km² | Venustiano Carranza        | 15.496   |
| 107   | Villa Corzo                | 65.643   | 2.387,0 km² | Villa Corzo                | 11.556   |
| 108   | Villaflores                | 109.536  | 1.899,4 km² | Villaflores                | 37.546   |
| 109   | Yajalón                    | 40.285   | 209,3 km²   | Yajalón                    | 18.926   |
| 110   | San Lucas                  | 7.526    | 94,0 km²    | San Lucas                  | -        |
| 111   | Zinacantán                 | 45.373   | 194,6 km²   | Zinacantán                 | 5.575    |
| 112   | San Juan Cancuc            | 37.948   | 173,0 km²   | San Juan Cancuc            | -        |
| 113   | Aldama                     | 8.480    | 26,8 km²    | Aldama                     | 2.279    |
| 114   | Benemérito de las Américas | 23.603   | 1.093,0 km² | Benemérito de las Américas | -        |
| 115   | Maravilla Tenejapa         | 14.714   | 542,9 km²   | Maravilla Tenejapa         | 2.705    |
| 116   | Marqués de Comillas        | 12.892   | 909,3 km²   | Zamora Pico de Oro         | 1.734    |
| 117   | Montecristo de Guerrero    | 8.412    | 197,9 km²   | Montecristo de Guerrero    | -        |
| 118   | San Andrés Duraznal        | 6.047    | 38,3 km²    | San Andrés Duraznal        | 3.869    |
| 119   | Santiago el Pinar          | 4.959    | 16,5 km²    | Santiago el Pinal          | 1.566    |
| 120   | Capitán Luis Ángel Vidal   | 4.315    | 225,4 km²   | Capitán Luis Ángel Vidal   | -        |
| 121   | Rincón Chamula San Pedro   | 8.718    | 78,0 km²    | Rincón Chamula             | -        |
| 122   | El Parral                  | 15.587   | 369,9 km²   | El Parral                  | 11.949   |
| 123   | Emiliano Zapata            | 10.783   | 218,2 km²   | 20 de Noviembre            | -        |
| 124   | Mezcalapa                  | 23.847   | 746,8 km²   | Raudales Malpaso           | 7.968    |
| 125   | Honduras de la Sierra      | 11.650   | 267,1 km²   | Honduras de la Sierra      | 11.650   |

| Detailkaart                         |
| ----------------------------------- |
|                                     |
| Ligging Chiapas binnen Mexico       |
|                                     |
| Gemeenten ingedeeld naar INEGI code |

Naast deze gemeenten bestaan er 32 'autonome gemeenten' die zijn opgezet door het Zapatistisch Nationaal Bevrijdingsleger die niet worden erkend door de Mexicaanse overheid.
Acacoyagua · Acala · Acapetahua · Aldama · Altamirano · Amatán · Amatenango de la Frontera · Amatenango del Valle · Angel Albino Corzo · Arriaga · Bejucal de Ocampo · Bella Vista · Benemérito de las Américas · Berriozábal · Bochil · Cacahoatán · Capitán Luis Ángel Vidal · Catazajá · Chalchihuitán · Chamula · Chanal · Chapultenango · Chenalhó · Chiapa de Corzo · Chiapilla · Chicoasén · Chicomuselo · Chilón · Cintalapa · Coapilla · Comitán de Domínguez · Copainalá · El Bosque · El Parral · El Porvenir · Emiliano Zapata · Escuintla · Francisco León Rivera · Frontera Comalapa · Frontera Hidalgo · Honduras de la Sierra · Huehuetán · Huitiupán · Huixtán · Huixtla · Ixhuatán · Ixtacomitán · Ixtapa · Ixtapangajoya · Jiquipilas · Jitotol · Juárez · La Concordia ·  La Grandeza · La Independencia · La Libertad · La Trinitaria · Larráinzar · Las Margaritas · Las Rosas · Mapastepec · Maravilla Tenejapa · Marqués de Comillas Zamora · Mazapa de Madero · Mazatán · Metapa · Mitontic · Mezcalapa · Montecristo de Guerrero · Motozintla · Nicolás Ruíz · Ocosingo · Ocotepec · Ocozocoautla de Espinosa · Ostuacán · Osumacinta · Oxchuc · Palenque · Pantelhó · Pantepec · Pichucalco · Pijijiapan · Pueblo Nuevo Solistahuacán · Rayón · Reforma · Rincón Chamula San Pedro · Sabanilla ·  Salto de Agua · San Andrés Duraznal · San Cristóbal de las Casas · San Fernando · San Juan Cancuc · San Lucas · Santiago el Pinal · Siltepec · Simojovel · Sitalá · Socoltenango · Solosuchiapa · Soyaló · Suchiapa · Suchiate · Sunuapa · Tapachula · Tapalapa · Tapilula · Tecpatán · Tenejapa · Teopisca · Tila · Tonalá · Totolapa · Tumbalá · Tuxtla Chico · Tuxtla Gutiérrez · Tuzantán · Tzimol · Unión Juárez · Venustiano Carranza · Villa Comaltitlán · Villa Corzo · Villaflores · Yajalón · Zinacantán